# 斯文·贝里奎斯特
斯文·贝里奎斯特（瑞典語：Sven Bergqvist，1914年8月20日—1996年12月16日），瑞典前男子足球、冰球运动员。他曾代表瑞典国家队参加1936年冬季奥林匹克运动会冰球比赛，获得第4名。